# Болен (Хабаровский край)
Болен — село в Солнечном районе Хабаровского края. Входит в состав Дукинского сельского поселения.

## История
В селе находился лагерь № 5 для японских военнопленных.

## Население
| 1992 | 2002 | 2010 | 2011 | 2012 | 2021 |
| ---- | ---- | ---- | ---- | ---- | ---- |
| 298  | ↘160 | ↘132 | →132 | ↘118 | ↘25  |